# Ronin (fumetto)
Ronin è una miniserie a fumetti statunitense disegnato da Frank Miller e colorato da Lynn Varley. Fu pubblicato per la prima volta dalla DC Comics in sei uscite tra il 1983 ed il 1984.

## Trama
La vicenda si apre nel Giappone feudale e vede come protagonista un anonimo allievo che ha giurato sulla sua vita di difendere il suo padrone Ozaki, un grande samurai, dai suoi numerosi nemici. Una notte Ozaki viene assassinato da un demonio mutaforma chiamato Agat, che lo ha prima sollecitato prendendo le sembianze di una geisha per poi sferrargli il colpo mortale per vendicarsi di lui per avergli rubato la sua spada, capace di assumere un grande potere assorbendo il sangue di coloro che trafigge. Ozaki però l'ha nascosta e quindi Agat fugge trasformandosi in un'aquila. Rimasto senza padrone, e quindi senza più un motivo per vivere, l'allievo di Ozaki prova a suicidarsi sulla tomba del samurai, ma lo spirito di Ozaki lo ferma e gli affida la spada magica, dicendogli che se assorbe il sangue di un innocente, assumerà un potere abbastanza forte da sconfiggere Agat per sempre.
L'allievo di Ozaki diventa quindi un Rōnin e si mette a vagare per l'intero regno per quindici anni, salvando le persone in difficoltà che incontra per strada. Quando giunge sul territorio di Agat, il Ronin affronta in un duello e uccide un ratto guerriero antropomorfo con quattro braccia, uno degli sgherri di Agat. Il demonio allora esce dal suo castello e affronta il Ronin, che però può fare ben poco contro il demonio poiché la spada non ha mai assorbito il sangue di un innocente. Così quando Agat si avvicina prendendolo alle spalle, il Ronin trafigge se stesso con la spada, imbrattandola quindi col suo sangue innocente e infilzando anche Agat. Prima che entrambi muoiano però, Agat lancia una maledizione facendo trasferire la sua anima e quella del Ronin nella spada finché qualcuno non li libererà.
New York, otto secoli più tardi. A causa di un collasso sociale ed economico globale, la grande mela è diventata una desolata landa in preda al caos e popolata da ultraviolente bande di criminali e trafficanti. Nel cuore di questo inferno post-apocalittico si trova "Aquarius" il complesso ultratecnologico e sede della Aquarius Corporation, una società idealistica fondata da tre persone: Peter McKenna, inventore dei biocircuiti, sua moglie, Casey McKenna, capo delle forze della sicurezza di Aquarius (che stanno cominciando ad avere problemi nel loro matrimonio), e il signor Taggart, che ha finanziato Aquarius e lo controlla. L'azienda è riuscita a sviluppare e a commercializzare i biocircuiti come mezzo per salvare il mondo sull'orlo della guerra. Il biocircuito è un nuovo modello di elettronica basato sulla plastica, in grado di auto-organizzarsi e auto-ripararsi sotto la direzione di Virgo, l'intelligenza artificiale al centro del complesso di Aquarius.
Billy Challas, un ragazzo nato senza arti e dotato di poteri telecinetici, è l'impiegato più importante di Aquarius e lavora insieme a Virgo cercando di sviluppare le sue abilità psichiche e testando delle protesi biomeccaniche che possono essere controllate mentalmente. Negli ultimi giorni Billy sogna ad occhi aperti le vicende di Ozaki, del Ronin e di Agat. Virgo e Billy stesso sono increduli dal dettaglio e dalla accuratezza storica dei sogni, soprattutto perché nella sua educazione Billy non ha mai studiato il Giappone feudale. Virgo controlla i videogiornali e scopre il ritrovamento della spada magica che è stata venduta all'asta. La ricerca riporta anche che la spada è scomparsa quando venne sottoposta a dei raggi laser, generando un'esplosione che ha distrutto il sito di prova e incenerito i presenti. Billy capisce che le anime di Agat e del Ronin si sono liberate e sono alla sua ricerca. Poco dopo infatti Agat assale Aquarius e mentre Virgo cerca di bloccarlo, lo spirito del Ronin si infonde nella mente di Billy, che si unifica alle protesi riassumendo il suo aspetto originale e fugge cadendo nelle fogne, mentre Agat viene travolto dall'esplosione della sala di Billy.
Virgo spiega ciò che è accaduto a Casey, che conclude che le unità logiche di Virgo siano state danneggiate, ma apre comunque un'indagine. Agat, essendo sopravvissuto l'esplosione, si infiltra di nuovo nel complesso, dove uccide Taggart e assume la sua forma. Sotto le spoglie di Taggart, Agat si mette a negoziare un accordo militare sull'uso delle armi tecnologiche con la Sawa Corporation, il che fa infuriare Peter, che aveva sviluppato la nuova tecnologia con l'accordo che non sarebbe stata usata per scopi bellici. Dopo averlo confrontato, Peter scopre che si tratta di un impostore e lo comunica a Virgo, la quale contatta immediatamente Taggart, stabilendo un accordo con lui. Per l'atteggiamento incontrollabile di Peter, viene messo in isolamento nel suo appartamento. Peter domanda infine a Virgo che racconti per intero la storia del Ronin. Nonostante Virgo gli racconti della storia dei fantasmi, del demone Agat e del Ronin, Peter ammette apertamente di non crederci e di reputarla una storia assolutamente ridicola. Smontando un robot di sicurezza, per poi servirsene come corazza, Peter si infiltra nel database di Virgo sparando con la pistola di Casey distruggendo nove ore della sua memoria, costringendola a mostrargli i video di ciò che è successo a Taggart. Anche con la registrazione video, Peter rifiuta di credere alla storia di Agat e accusa Virgo di aver assassinato Taggart, ma viene improvvisamente colto alle spalle e rapito da Taggart stesso.
Nel frattempo, fuori da Aquarius, il Ronin si ritrova nelle varie divisioni sociali situate nella distopica New York. Viene maltrattato da una suora in una tavola calda per poi essere pestato a sangue in un locale controllato da dei neonazisti e rapito da un folle chiamato Packrat che intende estirpargli dal corpo le protesi meccaniche e usarle per costruirsi una navetta spaziale con la quale crede di poter abbandonare la Terra, ma le braccia si attivano automaticamente e lo strangolano per poi riunirsi al Ronin, che si risveglia, prende una katana dalla casa di Packrat e con essa si vendica della banda di neonazisti massacrandoli. A seguito di ciò un vecchio hippie di nome Head dice al Ronin di accompagnarlo e fare ciò che gli dice per avere un po' di "direzione creativa". Il Ronin acconsente passivamente e così si impiccia in un complotto tra le fazioni dei neonazisti con un'organizzazione di criminali di colore che consiste nell'uccidere Slik, il capo della banda dei neri, in modo da ottenere in cambio cibo e protezione per Head.
Casey intanto ottiene l'autorizzazione di perseguire e recuperare il Ronin, che pur essendo straniero, è considerato proprietà di Aquarius per essersi reincarnato in un loro membro. Tre agenti di Casey avevano già incontrato il Ronin quando stava con l'hippie, e sono stati uccisi senza esitazioni. Credendo finalmente alla storia di Virgo, Casey cerca di avere il permesso di eliminare il Ronin, ma Taggart lo vieta poiché Virgo gli spiega che il Ronin è Billy e mantiene in sé entrambi i poteri telecinetici e le braccia meccaniche, quindi potrebbe essere utile per la cibernetica. Virgo prova a far ragionare Casey che Billy è ancora parte del Ronin e che egli era sempre stato segretamente innamorato di lei, sognandola di continuo.
Nonostante gli ordini, Casey raggiunge il Ronin mentre questo stava trattando con le fazioni, ma viene sopraffatta dai criminali, che la gettano in un pozzo che conduce alle fognature. Dopo aver ucciso i capi di entrambe le fazioni, il Ronin decide di abbandonare l'hippie e si inoltra nelle fogne alla ricerca di Casey. Lei intanto riprende conoscenza e si ritrova nuda in una stanza buia in compagnia di suoi due commilitoni, Johnson e Simmons, dei quali ormai delirante a cui sono stati tagliati e mangiati le braccia e una gamba. Simmons Racconta che prima della catastrofe nucleare vivevano dei barboni sotto la città e che quelli che li hanno attaccati sono probabilmente i loro figli trasformati dalle radiazioni. Questi si rivelano essere dei mutanti cannibali, che sembrano attratti da Casey. Nel momento in cui stanno per violentarla, giunge il Ronin che li uccide tutti. Casey rimane sorpresa dal fatto di essere attratta dal Ronin, il quale si mette improvvisamente a parlarle, infine se ne innamora. La sera i due dormono insieme mentre fuori nevica per la prima volta in cinque anni.
Peter, legato e imbavagliato, viene visitato dalla terapeuta-psicologa Sandy. Peter chiede di essere liberato, consapevole che non riuscirebbe comunque a scappare. Sandy glielo concede. Desideroso di parlare in privato con la dottoressa, Peter distrugge il dispositivo, tagliando fuori Virgo per fare in modo che non sentisse la loro conversazione. Peter cerca di dare un senso a tutto quello che è accaduto, intuendo che il centro di tutto si tratti di Billy.
La dottoressa Sandy ammette di essere a conoscenza delle condizioni mentali in cui versava Billy ma non lo ha mai visitato, né lei, né nessun altro psicologo, poiché Virgo stessa aveva insistito di prendersene cura personalmente.
Peter intuisce che i poteri di Billy erano molto più forti di quanto pensassero, ma che non ha mai mostrato (a causa di un trauma avuto da bambino)
concludendo che Virgo abbia segretamente tenuto nascosto parte dei poteri di Billy per sfruttarli, e che Billy abbia creato il Ronin in memoria dei programmi televisivi che guardava da bambino, usando i suoi poteri per creare le braccia e le gambe costruite per sé e per controllare Casey. Sandy pensa che Peter sia impazzito e lo lascia solo con Virgo. Nel frattempo Taggart invia dei robot per attaccare Casey e il Ronin, e riescono a disarticolare quest'ultimo. Virgo usa uno dei robot per attaccare psicologicamente il Ronin ricordando a Billy i maltrattamenti che riceveva da un bullo quando era giovane e di come lo aveva involontariamente ucciso scoprendo i propri poteri. Così facendo però Virgo fa infuriare Billy, quindi il Ronin si risveglia e si riprende gli arti, per poi però venir catturato da dei robot volanti. Casey cerca di scappare attraverso un tunnel della metropolitana e con un appoggio mentale da parte del Ronin, riesce a difendersi dal robot che la stava attaccando.
Riportato ad Aquarius, che ormai si è sparso ricoprendo tutta New York con i biocircuiti, il Ronin causa un black out che permette a Casey di entrare e superare le guardie per ritrovare Peter. Mentre Agat cerca di calmare i lavoratori di Aquarius per la questione del black out, Virgo affronta mentalmente Billy, lo lenisce e lo convince a smettere di aiutare Casey. Quest'ultima intanto, con l'aiuto di Learnid e Sandy, ritrova Peter, che a stento riesce a comunicarle che Billy è stato manipolato da Virgo nel trasformare la sua fantasia in realtà. Peter cerca di convincere Casey a come trovare un modo per far fallire la sua fantasia, in quanto intuisce che Casey è ora parte dalla sua fantasia rammentando che Billy era sempre stato innamorato di lei.
Per non rivelare altro, Virgo uccide Peter con i robot, il che fa piangere Casey. Osservando la reazione di Casey, Billy mette in dubbio le azioni di Virgo. Quando Casey viene attaccata dai robot, Billy si infuria e con il potere mentale li distrugge. Virgo allora minaccia Billy di mandarlo via (come sua madre aveva fatto con lui quando aveva ucciso il bullo). Taggart, cercando di calmare i lavoratori, viene affrontato da Learnid, il quale lo accusa di essere stato corrotto. Prima che Taggart attacchi, Virgo lo interrompe affermando che si è verificata una crisi nelle banche dati principali. Learnid ricorda che il regolamento gli dà l'autorità di far evacuare il personale non essenziale e le forze Virgo per eseguire l'ordine in situazioni del genere. Virgo è costretta a obbedire alle parole di Learnid.
Mentre cerca il Ronin, Casey viene attaccata da Peter, che è stato tramutato in un deforme cyborg da Vigro. Prima di venir sparato in testa da Casey, Peter le spiega che Virgo ha fatto creare il Ronin con l'intenzione di estirpare i poteri telecinetici di Billy per assumere un'intelligenza superiore e prendere il controllo dei robot e dei biocircuiti allo scopo di renderli la forma di vita dominante del pianeta. Billy, che ormai è intrappolato della propria fantasia e crede di essere il Ronin, viene salvato da Casey, che decide di giocare al suo gioco e distrugge un robot che aveva l'aspetto di Agat. Avvertendo il pericolo per il quale Learnid aveva fatto evacuare il personale, Virgo cerca di far tornare in sé Casey, che però rimane vittima della fantasia di Billy e si mette a rimproverare il Ronin dicendogli che lei, una donna, è riuscita a vendicare Ozaki mentre lui ha fallito. Casey poi gli dà una spada per suicidarsi come ultimo segno di onore che un samurai potrebbe fare. Mentre il Ronin si trafigge con la spada, Billy grida in agonia e Virgo cerca di rimproverarlo per riprendere il controllo, ma Billy accusa Virgo di sgridarlo solo per farlo sentire inutile. Quando il Ronin spinge la spada verso il cuore, Casey prova a decapitarlo, ma proprio allora Billy scatena una ondata telecinetica di energia che distrugge Aquarius e travolge tutta New York in una tremenda esplosione.
Nell'enigmatico finale, Casey è rimasta sola fra le macerie di New York con il Ronin che si trova di fronte a lei.

## Personaggi
- Billy Challas: protagonista della storia. È un ragazzo che lavora nel centro principale operativo di Aquarius. Nato malauguratamente senza bracce e gambe. Nonostante ciò Billy possiede particolari poteri telecinetici. Per via della sua innaturale capacità è l'impiergato principale della struttura e tramite lui vengono fatti esperimenti per la creazione di arti cibernetici che aiuteranno in futuro persone ridotte nella sua stessa condizione. Billy soffre di un trauma infantile avuto da bambino: quando usò inconsapevolmente i suoi poteri contro un bullo uccidendolo. La madre rientrata in quel momento osservò scioccato l'accaduto definendo Billy un mostro. Ciò fa dedurre che Billy sia stato infine abbandonato. Billy è segretamente innamorato di Casey McKenna capa della sicurezza di Aquarius. Facendo spesso sogni di lei al riguardo. Da alcuni giorni Billy sta facendo sogni sul Giappone feudale, riguardo ad un antico scontro tra un Ronin (un samurai senza padrone) e un demone malvagio; Agat. Il ronin e il demone, intrappolati per 800 anni dentro una spada, vengono infine liberati da uno scienziato che la stava esaminando. Lo spirito del Ronin percependo Billy per via dei suoi poteri si unisce infine a lui, trasformandosi in una samurai e con i poteri telecinetici, si crea due gambe e due braccia cibernetiche.

## Altri media
Nel 2007 Gianni Nunnari, produttore di 300, annunciò la sua intenzione di produrre l'adattamento cinematografico dell'opera di Miller, affidando la regia a Sylvain White.